# Distrito electoral L (Nebraska)
El distrito electoral L (en inglés: Precinct L) es un distrito electoral ubicado en el condado de Seward en el estado estadounidense de Nebraska. En el Censo de 2010 tenía una población de 181 habitantes y una densidad poblacional de 1,94 personas por km².

## Geografía
El distrito electoral L se encuentra ubicado en las coordenadas 40°50′15″N 97°18′56″O / 40.83750, -97.31556. Según la Oficina del Censo de los Estados Unidos, el distrito electoral L tiene una superficie total de 93.48 km², de la cual 93.01 km² corresponden a tierra firme y (0.49%) 0.46 km² es agua.

## Demografía
Según el censo de 2010, había 181 personas residiendo en el distrito electoral L. La densidad de población era de 1,94 hab./km². De los 181 habitantes, el distrito electoral L estaba compuesto por el 99.45% blancos y el 0.55% pertenecían a dos o más razas.